# Дулеповский сельсовет
Дулеповский сельсовет — упразднённая административно-территориальная единица, существовавшая на территории Московской губернии и Московской области до 1954 года.
Дулеповский сельсовет возник в первые годы советской власти. По данным 1924 года он находился в составе Марковской волости Волоколамского уезда Московской губернии. 24 марта 1924 года в связи с ликвидацией Марковской волости Дулеповский с/с вошёл в состав Раменской волости.
По данным 1926 года в состав сельсовета входил 1 населённый пункт — Дулепово.
В 1929 году Дулеповский с/с был отнесён к Шаховскому району Московского округа Московской области. При этом к нему был присоединён Кельч-Острожский с/с.
4 апреля 1939 года селение Кельч-Острог было переименовано в Орешки.
14 июня 1954 года Дулеповский с/с был упразднён, а его территория в полном составе передана в Ивашковский с/с.